# Anopheles ininii
Anopheles ininii är en tvåvingeart som beskrevs av Georges Senevet och Emile Abonnenc 1938. Anopheles ininii ingår i släktet Anopheles och familjen stickmyggor.
Artens utbredningsområde är Franska Guyana. Inga underarter finns listade i Catalogue of Life.